# Alexander von Jordis
Pour les articles homonymes, voir Jordis.
 (juin 2018).
Le baron Alexander von Jordis, né le 22 janvier 1743 et mort le 23 février 1818 à Graz, est un général autrichien.

## Biographie
Il suivit la carrière militaire et fut promu rapidement major, lieutenant-colonel et colonel.
Generalmajor en 1787, il est propriétaire du K.u.k. Salzburgisch-Oberösterreichisches Infanterie-Regiment „Erzherzog Rainer“ Nr. 59 (de) de 1790 à 1818. Il prend part aux Guerres de la Révolution française, et commande lors de la bataille de Jemappes.
Envoyé à Retschwiller pour couvrir la route entre Soultz et Wissembourg, il arrête les troupes républicaines et sauva l'armée de Wurmser de l'encerclement.
Il est promu Feldmarschall-Leutnant en 1793.
Il est fait grand-croix de l'Ordre du Lion de Zaeringen.